# سیپاگیرا
سیپاگیرا (به اسپانیایی: Zipaquirá) یک سکونتگاه مسکونی در کلمبیا است که در بخش کوندینامارکا واقع شده‌است.

## خصوصیات
سیپاگیرا ۱۹۴ کیلومترمربع مساحت و ۱۱۸٬۱۶۵ نفر جمعیت دارد و ۲٬۶۵۲ متر بالاتر از سطح دریا واقع شده‌است.